# Saint-Perdon
Saint-Perdon (gaskonsko Sent Perdon) je naselje in občina v francoskem departmaju Landes regije Akvitanije. Naselje je leta 2009 imelo 1.756 prebivalcev.

## Geografija
Kraj leži v pokrajini Gaskonji 9 km zahodno od središča Mont-de-Marsana.

## Uprava
Občina Saint-Perdon skupaj s sosednjimi občinami Benquet, Bougue, Bretagne-de-Marsan, Campagne, Haut-Mauco, Laglorieuse, Mazerolles, Mont-de-Marsan in Saint-Pierre-du-Mont sestavlja kanton Mont-de-Marsan Jug s sedežem v Mont-de-Marsanu. Kanton je sestavni del okrožja Mont-de-Marsan.

## Zanimivosti
- cerkev saint Perdon,
- romanska cerkev sv. Orencija iz 11. stoletja,
- arena André-Ducourneau iz sredine 20. stoletja, Saint-Perdon je član Zveze bikoborskih mest Francije,
- ruševine gradu Château de Bertheuil.